# Estadio Don Celestino Mongelós
El Estadio Don Celestino Mongelós es un estadio de fútbol de Paraguay que se encuentra ubicado en el barrio Santa Ana de la ciudad de Asunción. En este escenario, que cuenta con capacidad para 600 personas, hace las veces de anfitrión el equipo de fútbol del Club Sport Colonial.